# Późna
Późna (niem. Pohsen, łuż. Póžym) – wieś w Polsce położona w województwie lubuskim, w powiecie krośnieńskim, w gminie Gubin.
W latach 1975–1998 miejscowość administracyjnie należała do województwa zielonogórskiego.
Niewielka wieś położona na wschodnim brzegu Nysy wystąpiła w dokumentach po raz pierwszy już 1 maja 1000 roku pod nazwą (niem Pozdientin). Za czasów margrabiego Dedo II w drugiej połowie XII wieku wieś dostała się w posiadanie klasztoru dziewic. W 1541 roku część wsi została sprzedana Peterowi von Radstock, a drugą kupił von Lockowin. Do wsi należał majątek oraz leżący na zachodnim brzegu Nysy folwark wspomniany w latach 1772 i 1867 pod nazwą (niem. Albertinenaue - Błonie Albertyny). Późna w roku 1844 miała dwa folwarki, cegielnię i 30 budynków mieszkalnych, a dobra rycerskie były w posiadaniu rodziny von Rex. Podział dóbr został zakończony do 1891 roku. W posiadaniu rodziny Ebenholz był folwark, który następnie należał do Hoffmanów. Właścicielem folwarku w 1921 roku został fabrykant Rumsch, a w 1951 roku na gruntach folwarku powstała rolnicza spółdzielnia produkcyjna, która została rozwiązana w 1956 roku.
Na wschodnim zboczu wzgórza z widokiem na miejscowość znajdował się mały zamek i plac wiejski. Zameczek po I wojnie światowej kupił lekarz Walter Boit z Forst. W 1927 roku dobudowano do niego obiekt na 25 łóżek i do 1945 roku służył jako dom wypoczynkowy. 
Na wiejskim placu stał pomnik poświęcony żołnierzom, a dzisiaj pozostał po nim tylko fundament i krzyż na środku wsi. W 1952 roku we wsi było 29 gospodarstw. Od 2007 roku Późna posiada sieć wodną.

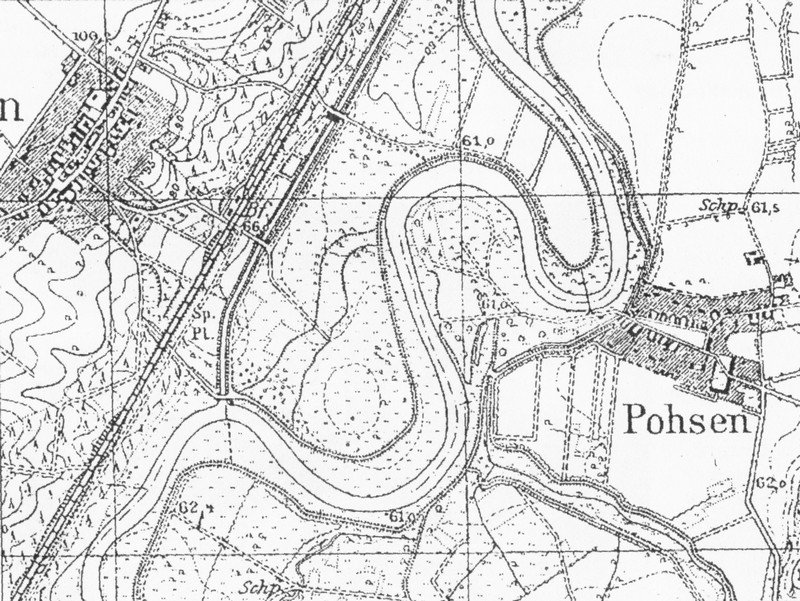
Stara mapa Późnej z XIX wieku
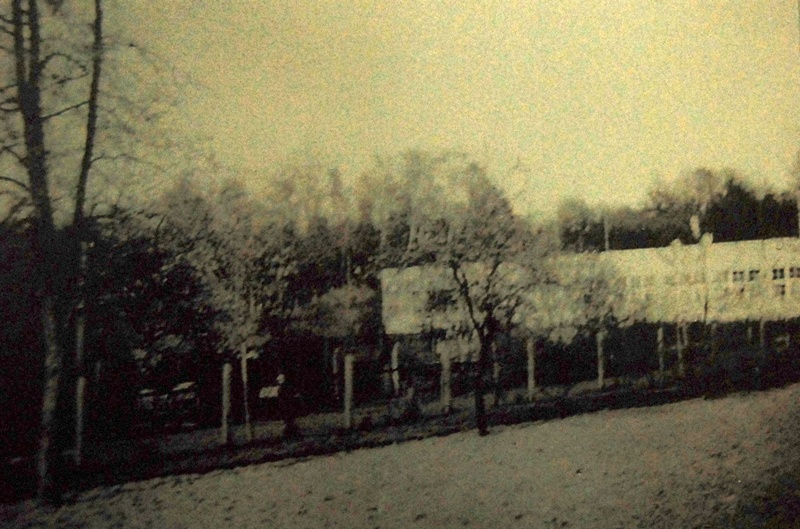
Sanatorium doktora Boyta
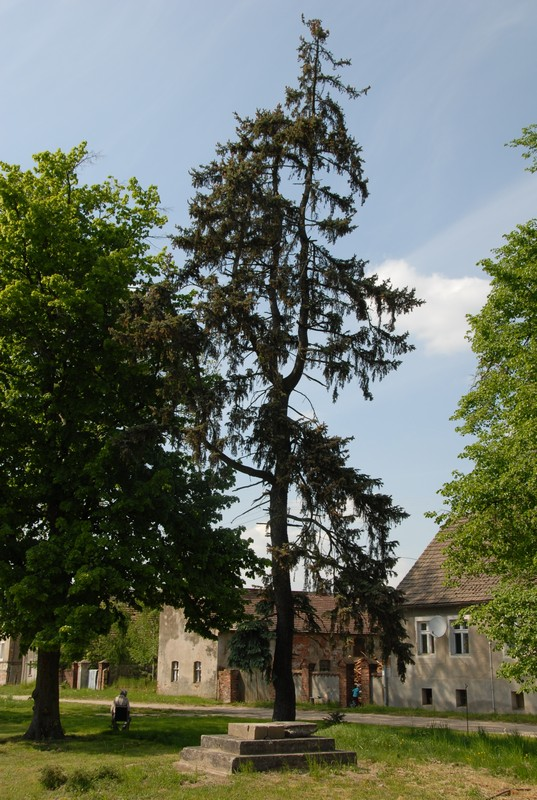
Pozostałości pomnika poświęconego niemieckim żołnierzom - mieszkańcom wioski poległym podczas pierwszej wojny światowej